# In the Aeroplane Over the Sea
In the Aeroplane Over the Sea là album phòng thu thứ hai của ban nhạc người Mỹ Neutral Milk Hotel. Nó được phát hành ở Hoa Kỳ ngày 10 tháng 2 năm 1998 bởi Merge Records và tháng 5 năm 1998 bởi Blue Rose Records ở Vương quốc Liên hiệp Anh và Bắc Ireland.
Jeff Mangum (hát chính của ban nhạc) chuyển từ Athens, Georgia tới Denver, Colorado để chuẩn bị phần lớn vật liệu cho album với nhà sản xuất Robert Schneider, lần này ở Pet Sounds Studio của Schneider tại nhà Jim McIntyre.
Đây là album vinyl bán chạy thứ sáu năm 2008.

## Bìa album

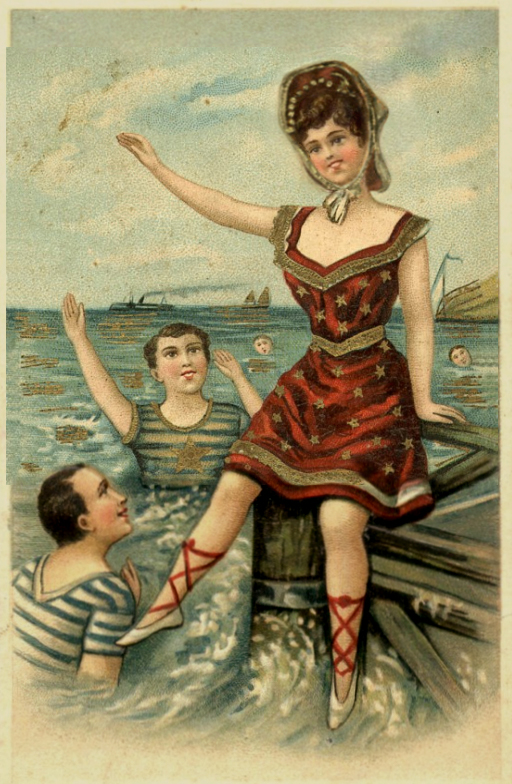
Chris Bilheimer biến một tấm bưu thiếp cũ thành bìa album.